# Mathieu Tillet
Pour les articles homonymes, voir Tillet.
Mathieu Tillet, né le 10 novembre 1714 à Bordeaux et mort le 13 décembre 1791, est un botaniste, agronome et métallurgiste français.

## Présentation
Fils de l’orfèvre Gabriel Tillet, Mathieu commença à étudier les métaux à l’atelier de son père. En 1740, il fut nommé directeur de la Monnaie à Troyes. Dix ans plus tard, il publia son premier livre sur des alliages. En 1753 et 1754 il reçut deux prix de l’Académie de Bordeaux pour ses travaux concernant les maladies des céréales, surtout du blé (charbon, carie du blé ou Tilletia caries, ergot). Le genre Tilletia lui est dédié. En 1755, devant l'Académie de Bordeaux, il recommande l'utilisation du chaulage pour le traitement des semences de blé (enrobage à la chaux),,. En 1756, il démissionna du poste de directeur de la Monnaie à Troyes et s’installa à Paris, rue du Cloître-Notre-Dame, pour poursuivre ses recherches.
Il fut admis à l’Académie royale des sciences de Paris le 9 septembre 1758 en tant que botaniste-adjoint et devint botaniste-associé le 4 août 1759. Il y résida comme pensionnaire surnuméraire. Adjoint à la trésorerie et survivancier le 25 décembre 1772, il passa sous-directeur en 1778 puis directeur en 1779. Lors de la réorganisation du 23 avril 1785, il fut trésorier-adjoint et devint trésorier après la mort de son ami et collègue Buffon, survenue le 16 avril 1788.
En 1760 et 1761, il se rendit en l’Angoumois avec son collègue agronome Henri Louis Duhamel du Monceau pour étudier un insecte qui ravageait les céréales. Le résultat de leur recherche fut publié sous le titre Histoire d’un insecte qui devore les grains de l’Angoumois. À cette époque, il devient membre de la Société royale d’agriculture de la généralité de Paris.
En 1761, 1763 et 1769, il publie les résultats de ses expériences quant au procédé de la coupellation. Il y constate que ce procédé n'est pas précis, des erreurs de plusieurs millièmes étant possibles en fonction des lieux et des essayeurs. Faute de plaintes avérées quant à l'absence de fiabilité du procédé, ces résultats ne seront pas considérés et il faudra attendre les travaux de Louis Joseph Gay-Lussac pour que le procédé soit changé pour l'argent.
Il fut chargé, en 1766, de la fabrication de quatre-vingts copies de la toise de l’Académie, promulguée longueur-étalon au royaume de France par le roi Louis XV, et de leur expédition dans les principales villes françaises de l’époque. Antérieurement, il avait rédigé un Essai sur le rapport des poids étrangers avec le marc de France auquel les métrologistes du xixe siècle, notamment Paul Guilhiermoz, réfèrent souvent.
En 1767, il fut nommé inspecteur général de la Monnaie et prit logement à l’hôtel des Monnaies. En 1773, il devint chevalier de l’ordre de Saint-Michel. En 1774, il fut remplacé à la Monnaie par le marquis de Condorcet. En 1784, il fut nommé administrateur général de l’hôpital de la Salpêtrière. C’est sous son administration que Jeanne de Valois-Saint-Rémy, condamnée pour sa participation dans l’affaire du collier de la reine, y fut emprisonnée et s’échappa.